# Joy and the Dragon
Joy and the Dragon è un film muto del 1916 diretto da Henry King.
Il successo di Little Mary Sunshine nel marzo 1916 produce una lunga serie di lungometraggi che vedono come protagonista la piccola Marie Osborne. L'onore di essere l'interprete principale negli anni Dieci è condiviso solo da un gruppo ristretto di attori bambini che include Gordon Griffith, Zoe Rae e, in Europa, Tibor Lubinszky. Diventerà poi pratica comune a partire dagli anni venti, soprattutto in seguito all'enorme successo de Il monello (1921) con Charlie Chaplin e Jackie Coogan.

## Trama
La piccola Joy, unica superstite di un naufragio in cui sono periti i suoi genitori, viene salvata da alcuni pescatori e messa in orfanotrofio. L'istituto gode di ottima reputazione ma, in realtà, è la copertura per un gruppo di malviventi che accolgono Joy e la vogliono poi tenere lì perché la ragazzina ha con sé tutti i gioielli di sua madre sui quali loro vogliono mettere le mani. La bambina, però, riesce a scappare, salendo poi un treno che la porta verso il West. Qui, Joy incontra Hal Lewis: il giovane viene pure lui dalla costa orientale che ha dovuto lasciare per i dissapori che lo hanno diviso dalla sua ricca famiglia. Hal si affeziona alla bambina e adotta Joy. Davanti ai suoi nuovi doveri di genitore, l'uomo diventa più serio e più responsabile, riconciliandosi anche con la famiglia. Perdonato dal padre, Hal rivolge quindi le sue attenzioni verso i responsabili dell'orfanotrofio, quelli che avevano maltrattato Joy rubandole i gioielli. Hal mette al tappeto la banda, recuperando così i beni della figlioletta.

## Produzione
Il film fu prodotto dalla Balboa Amusement Producing Company.

## Distribuzione
Il copyright del film, richiesto dalla Pathé Exchange, Inc., fu registrato il 18 dicembre 1916 con il numero LU9747.
Distribuito dalla Gold Rooster Plays, il film uscì nelle sale cinematografiche statunitensi il 31 dicembre 1916. La Pathé Frères lo distribuì in Francia il 25 gennaio 1918 con il titolo La Légende du dragon d'or, mentre in Portogallo il film uscì il 14 gennaio 1920 come A Lenda do Dragão.
Copie della pellicola sono conservata negli archivi dell'Instituto Valenciano De Cinematografia a Valencia e in quelli del BFI di Londra.